# Odette Pavlova
Odette Pavlova (Pskov, 25 de abril de 1994) es un modelo rusa.

## Carrera
Odette Pavlova nació en Pskov, pero actualmente vive en San Petersburgo. Tiene una hermana gemela llamada Lia, que también es una top model.
Debutándose en el show de Ralph & Russo Couture en 2015 en París, Odette ha logrado participar en desfiles de muchas marcas y diseñadores notables como Alberta Ferretti, Alexander Wang, Balenciaga, Chanel, Christian Dior, Dolce & Gabbana, Dsquared2, Elie Saab, Giambattista Valli, Givenchy, Lanvin, Louis Vuitton, Marc Jacobs, Michael Kors, Oscar de la Renta, Philipp Plein, Roberto Cavalli, Saint Laurent, Stella McCartney, Valentino, Versace y otros.
Ha aparecido en editoriales de Bon Magazine, Dazed, Heroine Magazine, iD, Interview, LOVE, Numéro (francés y ruso), Self Service, Vogue Alemania, Vogue Italia, Vogue Japón, Vogue España, Vogue París, Vogue Rusia y Revista W.